# Carina Schlangen
Carina Maria Schlangen (* 11. August 1984 in Würzburg als Carina Maria Breunig) ist eine ehemalige deutsche Fußballspielerin. Die Mittelfeldspielerin war von 2004 bis 2009 beim Bundesligisten TSV Crailsheim aktiv.

## Karriere

### Vereine
Schlangen begann ihre Karriere bei Viktoria Aschaffenburg. Nach ihrem Umzug schloss sie sich dem Würzburger FV an, um im zweiten Jahr der D-Junioren zu den Mädchen des FV Margetshöchheim zu wechseln. Beim TSV Uengershausen, für den sie ab 1997 spielte, wurde sie Bayernauswahlspielerin. Von der U15 bis zur U21 stand sie in der Bayernauswahl, wurde im Jahr 1999 deutsche Meisterin mit der U-15-Auswahl und zur besten Spielerin beim Länderpokal in Duisburg gewählt. Mit der U-21-Bayernauswahl wurde Breunig im Jahr 2002 erneut deutscher Meister. Mit ihrer Schule, dem St.-Ursula-Gymnasium Würzburg, wurde Breunig dreimal in Folge bayerischer Meister und nahm dreimal beim Bundesturnier Jugend trainiert für Olympia teil. Sie wurde Mitglied der deutschen U-16-Nationalmannschaft und spielte auch in der U-21-Nationalmannschaft. Mit einer vom DFB erteilten Sondergenehmigung spielte Carina Breunig bereits mit 15 Jahren in der Frauenmannschaft des TSV Uengershausen und stieg hintereinander von der Landesliga in die Bayernliga und anschließend in die Regionalliga (2003) auf. Nach ihrem Abitur folgte Breunig einer Einladung der University of South Florida in Tampa (2004) und spielte dort eine Saison mit den Bulls in der First Division, der höchsten Spielklasse in Amerika. Nach ihrer Rückkehr wurde sie im Dezember 2004 vom TSV Crailsheim verpflichtet und nach sechs Bundesligaspielen für ein U-21-Länderspiel gegen Dänemark in Hameln nominiert. Nach dem Abstieg des TSV Crailsheim aus der Bundesliga folgte 2006 der sofortige Wiederaufstieg in die Eliteklasse, zu dem Breunig 10 Tore beisteuerte.
Zum Ende der Saison 2009 wechselte die Lehrerin zum Bayernligisten ETSV Würzburg, mit dem sie den Durchmarsch in die 2. Bundesliga schaffte, und bei dem sie im Frühjahr 2014 aufgrund einer Schwangerschaft ihre Karriere beendete. Seit 2015 unterrichtet sie an einem Gymnasium in Würzburg Latein.

### Nationalmannschaft
Als Studentin nahm Breunig mit der Studentinnen-Nationalmannschaft des adh an der  Universiade 2007 in Bangkok (unter Bundestrainer Norbert Düwel) und 2009 in Belgrad teil. Bei letzterer bestritt sie am 30. Juni, 3. und 4. Juli die drei Gruppenspiele gegen die Studentenauswahlmannschaften Koreas (0:4), Brasiliens (0:3) und Südafrikas (7:2). In den Platzierungsspielen Platz 9 bis 12 kam sie am 8. Juli beim 4:0-Sieg über die Auswahl Serbiens ebenfalls zum Einsatz, wie im Spiel um Platz 9 bei der 0:2-Niederlage gegen die Auswahl Polens.

## Erfolge
- Deutsche Meisterin mit der Bayernauswahl U15 1999
- Deutsche Meisterin mit der Bayernauswahl U21 2002
- Wahl zur besten Spielerin im DFB-Länderpokal 1999
- 3. Platz beim Hallenmasters 2007
- Teilnahme mit der Studentinnennationalmannschaft an der Universiade 2007 in Bangkok
- Teilnahme mit der Studentinnennationalmannschaft an der Universiade 2009 in Belgrad
- Deutscher Hochschulmeister 2010 mit der Uni Würzburg – Torschützenkönigin mit 10 Treffern
- Bayerischer Hallenmeister mit dem ETSV Würzburg
- Bayernligameister: 22 Spiele, 22 Siege, Aufstieg in die Regionalliga
- Regionalligameister 2011 – Aufstieg in die 2. Bundesliga

## Sonstiges
Schlangen unterrichtet Latein und Sport am Gymnasium Veitshöchheim. Ihr Vater Hans-Peter arbeitet als Manager beim ETSV Würzburg.